# Eventi sportivi nel 2015
Maggiori eventi sportivi del 2015 a livello internazionale, ordinati per disciplina.

## Atletica leggera
- 25 gennaio: Campionati asiatici di maratona,  Hong Kong
- 21 - 22 febbraio: Campionati sudamericani di corsa campestre,  Barranquilla
- 22 febbraio: Campionati oceanici di marcia,  Adelaide
- 5 - 8 marzo: Campionati africani juniores di atletica leggera,  Addis Abeba
- 6 - 8 marzo: Campionati europei di atletica leggera indoor,  Praga
- 15 marzo: Campionati asiatici di marcia,  Nomi
- 21 marzo - 13 settembre: IAAF World Challenge
- 28 marzo: Campionati del mondo di corsa campestre,  Guiyang
- 11 - 12 aprile: Campionati africani di marcia,  Moka
- 23 - 26 aprile: Campionati africani allievi di atletica leggera,  Reduit
- 26 aprile: Campionati sudamericani di mezza maratona,  Montevideo
- 2 - 3 maggio: IAAF World Relays,  Nassau
- 8 - 10 maggio: Campionati oceaniani di atletica leggera,  Cairns
- 9 - 10 maggio: Campionati sudamericani di marcia,  Arica
- 14 maggio - 11 settembre: Diamond League
- 17 maggio: Coppa Europa di marcia,  Murcia
- 3 - 7 giugno: Campionati asiatici di atletica leggera,  Wuhan
- 12 - 14 giugno: Campionati sudamericani di atletica leggera,  Lima
- 19 giugno: Campionati sudamericani di miglio,  Belém
- 20 - 22 giugno: Campionati europei a squadre di atletica leggera,  Čeboksary
- 4 luglio: Campionati europei di corsa in montagna,  Porto Moniz
- 4 - 16 luglio: Campionati del mondo master di atletica leggera,  Lione
- 9 - 12 luglio: Campionati europei under 23 di atletica leggera,  Tallinn
- 15 - 19 luglio: Campionati del mondo allievi di atletica leggera,  Cali
- 16 - 19 luglio: Campionati europei juniores di atletica leggera,  Eskilstuna
- 18 luglio: Campionati nordamericani di corsa in montagna,  Vancouver
- 7 - 9 agosto: Campionati nord-centroamericani e caraibici di atletica leggera,  San José
- 9 agosto: Campionati sudamericani di maratona,  Asunción
- 22 - 30 agosto: Campionati del mondo di atletica leggera,  Pechino
- 19 settembre: Campionati del mondo di corsa in montagna,  Betws-y-Coed
- 22 - 31 ottobre: Campionati del mondo di atletica leggera paralimpica,  Doha
- 13 dicembre: Campionati europei di corsa campestre  Hyères-Tolone

## Badminton
- 10 - 16 agosto: Campionati mondiali di badminton 2015,  Giacarta

## Beach Soccer
- 9 - 19 luglio: Campionato mondiale di beach soccer 2015,  Portogallo

## Beach Volley
- 26 giugno - 5 luglio: Campionati mondiali di beach volley 2015,  Paesi Bassi

## Biathlon
- 3 – 15 marzo: Campionati mondiali di biathlon 2015,  Kontiolahti

## BMX
- 21 luglio - 25 luglio: Campionati del mondo di BMX 2015,  Zolder

## Bob
- 12 dicembre 2014 - 15 febbraio: Coppa del Mondo di bob 2015
- 30 gennaio - 1º febbraio : Campionati europei di bob 2015,  La Plagne
- 14 - 15 febbraio : Campionati mondiali juniores di bob 2015,  Altenberg
- 26 febbraio - 8 marzo: Campionati mondiali di bob 2015,  Winterberg

## Calcio
- 9 - 31 gennaio: Coppa d'Asia 2015,  Australia
- 14 gennaio - 7 febbraio: Campionato sudamericano di calcio Under-20 2015,  Uruguay
- 17 gennaio - 8 febbraio: Coppa d'Africa 2015,  Guinea Equatoriale
- 15 febbraio - 1º marzo: Campionato africano di calcio Under-17 2015,  Niger
- 6 - 22 maggio: Campionato europeo di calcio Under-17 2015,  Bulgaria
- 27 maggio: Finale UEFA Europa League 2014-2015,  Varsavia
- 30 maggio - 20 giugno: Campionato mondiale di calcio Under-20 2015,  Nuova Zelanda
- 6 giugno: Finale UEFA Champions League 2014-2015,  Berlino
- 11 giugno - 4 luglio: Copa América 2015,  Cile
- 17 - 30 giugno: Campionato europeo di calcio Under-21 2015,  Rep. Ceca
- 6 - 19 luglio: Campionato europeo di calcio Under-19 2015,  Grecia
- 7 - 26 luglio: CONCACAF Gold Cup 2015,  Stati Uniti
- 11 agosto: Supercoppa UEFA 2015,  Tbilisi
- 17 ottobre - 8 novembre: Campionato mondiale di calcio Under-17 2015,  Cile
- 10 - 20 dicembre: Coppa del mondo per club FIFA 2015,  Giappone

## Canoa Kayak
- 19 - 23 agosto: Campionati mondiali di canoa/kayak 2015,   Milano
- 11 - 13 settembre: Campionati mondiali marathon di canoa/kayak,  Győr

## Canottaggio
- 29 - 31 maggio:Campionati europei di canottaggio 2015,  Poznań
- 30 agosto - 6 settembre:Campionati del mondo di canottaggio 2015,  Aiguebelette-le-Lac

## Ciclismo
- 18 - 22 febbraio: Campionati del mondo di ciclismo su pista 2015,  Francia
- 9 maggio – 31 maggio: Giro d'Italia 2015,  Italia
- 4 – 26 luglio: Tour de France 2015,  Francia e  Paesi Bassi
- 22 agosto – 13 settembre: Vuelta a España 2015,  Spagna
- 19 – 27 settembre: Campionati del mondo di ciclismo su strada 2015,  Richmond

## Cricket
- 14 febbraio - 29 marzo: Coppa del Mondo di cricket 2015,  Australia e  Nuova Zelanda

## Flag football
- 25 - 26 aprile: Campionato asiatico di flag football 2015,  Vietnam

## Football americano
- Qualificazioni al campionato mondiale di football americano Under-19 2016
- 25 - 27 giugno: Campionato europeo di football americano Under-19 2015,  Germania
- 9 - 18 luglio: Campionato mondiale di football americano 2015,  Stati Uniti
- 2 - 8 agosto: Campionato europeo di football americano femminile 2015,  Spagna
- 30 agosto - 24 ottobre: Qualificazioni al campionato europeo di football americano 2018 - Preliminari

## Ginnastica aerobica
- 6 - 8 novembre: Campionati europei di ginnastica aerobica 2015,  Elvas

## Ginnastica artistica
- 13 - 19 aprile: VI Campionati europei individuali di ginnastica artistica,  Montpellier
- 23 ottobre - 1 novembre: Campionati mondiali di ginnastica artistica 2015,  Glasgow

## Ginnastica ritmica
- 1º - 3 maggio: Campionati europei di ginnastica ritmica 2015,  Minsk
- 7 - 13 settembre: Campionati mondiali di ginnastica ritmica 2015,  Stoccarda

## Hockey su ghiaccio
- 28 marzo - 4 aprile: Campionato mondiale di hockey su ghiaccio femminile 2015 - Gruppo A,  Malmö
- 1º - 17 maggio: Campionato mondiale di hockey su ghiaccio maschile 2015 - Gruppo A,  Praga e Ostrava

## Hockey su prato
- 21 - 30 agosto: Campionato europeo di hockey su prato femminile 2015  Londra

## Hockey su slittino
- 21 aprile - 2 maggio: Campionato del mondo di hockey su slittino 2015 - Gruppo A,  Buffalo

## Judo
- 25 - 30 agosto: Campionati mondiali di judo 2015,   Astana

## Lotta
- 6 - 12 settembre: Campionati mondiali di lotta 2015,  Las Vegas

## Mountain Bike
- 1 - 6 settembre: Campionati del mondo di mountain bike 2015,  Andorra

## Nuoto
- 24 luglio – 9 agosto: Campionati mondiali di nuoto 2015,  Kazan'
- 11 agosto - 7 novembre: Coppa del Mondo di nuoto 2015
- 25 - 30 agosto: Campionati mondiali juniores di nuoto 2015,  Singapore
- 2 - 6 dicembre: Campionati europei di nuoto in vasca corta 2015,  Netanya

## Pallacanestro
- 11 – 28 giugno: Campionato europeo femminile di pallacanestro 2015,  Ungheria e  Romania
- 2 - 12 luglio: Campionato europeo femminile di pallacanestro Under-20 2015,  Spagna
- 7 - 19 luglio: Campionato europeo maschile di pallacanestro Under-20 2015,  Italia
- 5 – 20 settembre: Campionato europeo maschile di pallacanestro 2015,  Zagabria,  Montpellier,  Berlino,  Riga,  Lilla
- 16 – 20 settembre: Campionato centramericano COCABA maschile di pallacanestro 2015,  San José

## Pallamano
- 17 gennaio - 1º febbraio: Campionato mondiale maschile di pallamano 2015,  Qatar

## Pallavolo
- 28 marzo - 5 aprile: Campionato europeo femminile under 18 di pallavolo 2015,  Bulgaria
- 4 -12 aprile: Campionato europeo maschile under 19 di pallavolo 2015,  Turchia
- 29 maggio - 19 luglio: World League di pallavolo 2015
- 26 giugno - 2 agosto: World Grand Prix 2015
- 7 - 16 agosto: Campionato mondiale femminile under 18 di pallavolo 2015,  Perù
- 14 - 23 agosto: Campionato mondiale maschile under 19 di pallavolo 2015,  Argentina
- 22 agosto - 6 settembre: Coppa del Mondo femminile di pallavolo 2015,  Giappone
- 8 - 23 settembre: Coppa del Mondo maschile di pallavolo 2015,  Giappone
- 11 - 20 settembre: Campionato mondiale maschile under 21 di pallavolo 2015,  Messico
- 26 settembre - 4 ottobre: Campionato europeo femminile di pallavolo 2015,  Belgio e  Paesi Bassi
- 9 - 18 ottobre: Campionato europeo maschile di pallavolo 2015,  Bulgaria e  Italia

## Pattinaggio di figura
- 26 gennaio – 1º febbraio: Campionati europei di pattinaggio di figura 2015,  Stoccolma
- 23 – 29 marzo: Campionati mondiali di pattinaggio di figura 2015,  Shanghai

## Pentathlon moderno
- 18 - 23 agosto: Campionato europeo di pentathlon moderno 2015,   Bath

## Pugilato
- 2 maggio: Floyd Mayweather Jr. vs. Manny Pacquiao,  Las Vegas
- 6 - 15 agosto: Campionati europei di pugilato dilettanti maschili 2015,  Samokov
- 5 - 18 ottobre: Campionati mondiali di pugilato dilettanti maschili 2015,  Doha

## Roller derby
- 8 - 9 luglio: Campionato mondiale di roller derby giovanile 2015,  Stati Uniti d'America

## Rugby a 15
- 6 febbraio - 21 marzo: Sei Nazioni 2015,  Francia,  Irlanda,  Italia,  Regno Unito
- 18 settembre - 31 ottobre: Coppa del Mondo di rugby 2015,  Regno Unito

## Scherma
- 6 - 11 giugno: Campionato europeo di scherma 2015,  Montreux
- 13 - 19 luglio: Campionato mondiale di scherma 2015,  Mosca

## Sci alpino
- 2 – 15 febbraio: Campionati mondiali di sci alpino 2015,  Vail/Beaver Creek

## Sci d'erba
- 31 agosto - 5 settembre: Campionati mondiali di sci d'erba 2015,  Tambre

## Sci nordico
- 18 febbraio - 1º marzo: Campionati mondiali di sci nordico 2015,  Falun

## Short track
- 13 - 15 marzo: Campionati mondiali di short track 2015,  Mosca

## Slittino
- 29 novembre 2014 - 1º marzo: Coppa del Mondo di slittino 2015
- 4 - 6 dicembre 2014[1]: Campionati pacifico-americani di slittino 2015,  Lake Placid
- 4 dicembre 2014 - 7 febbraio: Coppa del Mondo juniores di slittino 2015
- 13 dicembre 2014 - 15 febbraio: Coppa del Mondo di slittino su pista naturale 2015
- 16 - 17 gennaio: Campionati mondiali juniores di slittino 2015,  Lillehammer
- 14 - 15 febbraio: Campionati mondiali di slittino 2015,  Sigulda
- 28 febbraio - 1º marzo: Campionati europei di slittino 2015,  Soči

## Skeleton
- 12 dicembre 2014 - 15 febbraio: Coppa del Mondo di skeleton 2015
- 30 gennaio - 8 febbraio: Campionati europei di skeleton 2015,  La Plagne (uomini),  Igls (donne)
- 14 febbraio: Campionati mondiali juniores di skeleton 2015,  Altenberg
- 5 - 6 marzo: Campionati mondiali di skeleton 2015,  Winterberg

## Snowboard
- 15 - 25 gennaio: Campionati mondiali di snowboard 2015,  Kreischberg

## Sollevamento pesi
- 20 - 28 novembre: Campionati mondiali di sollevamento pesi 2015,  Houston

## Sport motoristici
- 15 marzo - 29 novembre: Campionato mondiale di Formula 1 2015
- 29 marzo - 8 novembre: Motomondiale 2015

## Taekwondo
- 12 - 18 maggio: Campionati mondiali di taekwondo 2015,  Čeljabinsk

## Tennis
- 19 gennaio – 1 febbraio: Australian Open 2015,  Melbourne
- 25 maggio – 7 giugno: Open di Francia 2015,  Parigi
- 29 giugno – 12 luglio: Torneo di Wimbledon 2015,  Londra
- 31 agosto – 13 settembre: US Open 2015,  New York

## Tennistavolo
- 25 settembre – 4 ottobre: Campionati europei di tennistavolo 2015,  Ekaterinburg

## Tiro con l'arco
- 26 luglio - 2 agosto: Campionati mondiali di tiro con l'arco 2015,   Copenaghen

## Tiro a volo
- 18 luglio - 1 agosto: Campionati europei di tiro a volo 2015,  Maribor
- 9 - 18 settembre: Campionati mondiali di tiro a volo 2015,  Lonato

## Tuffi
- 9 – 14 giugno: Campionati europei di tuffi 2015,  Rostock

## Manifestazioni multisportive
- 4 - 14 febbraio: XXVII Universiade invernale,  Granada e  Štrbské Pleso
- 5 - 16 giugno: XXVIII Giochi del Sud-est asiatico,  Singapore
- 12 - 28 giugno: I Giochi europei,  Baku
- 3 - 14 luglio: XXVIII Universiade,  Gwangju
- 10 - 26 luglio XVII Giochi panamericani,  Toronto
- 26 luglio - 1 agosto: XIII Festival olimpico estivo della gioventù europea,  Tbilisi
- 28 agosto - 6 settembre: I Giochi del Mediterraneo sulla spiaggia,  Pescara
- 4 - 19 settembre: XI Giochi panafricani,  Brazzaville